# Première Nation de Fort Severn
Pour la ville américaine, voir Fort Severn.
| \| Localisation sur la carte de l'Ontario · Fort Severn 89 \| Localisation sur la carte de l'Ontario Fort Severn 89. |
| Localisation sur la carte de l'Ontario · Fort Severn 89                                                              |

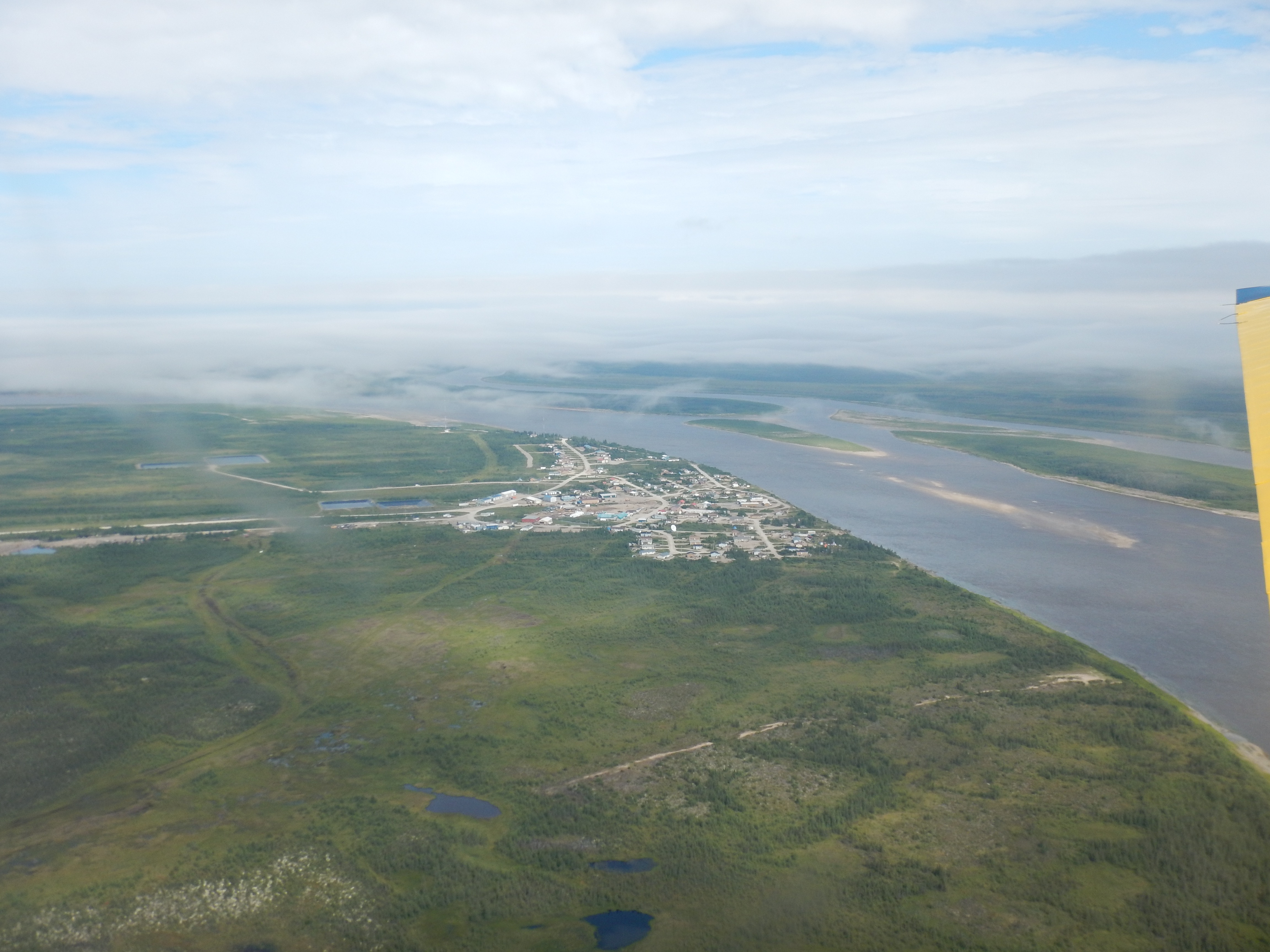
Vue aérienne de Fort Severn

La Première Nation de Fort Severn est une bande indienne de la Première Nation crie située au bord de la baie d'Hudson en Ontario au Canada. Elle possède une réserve, Fort Severn 89, d'une superficie de 40 km2 dont la principale localité est Fort Severn. Il s'agit de la communauté la plus au nord de l'Ontario.

## Histoire
Fort Severn a été l'un des premiers postes de traite du Nouveau Monde. Il a été établi par la Compagnie de la Baie d'Hudson en 1689.

## Transports
Fort Severn 89 est reliée par une route d'hiver à Peawanuck à l'est et à Shamattawa et Gillam au Manitoba à l'ouest. Elle est desservie par l'aéroport de Fort Severn.